# 赫查皮塔火山
15°32′5″S 72°18′39″W / 15.53472°S 72.31083°W

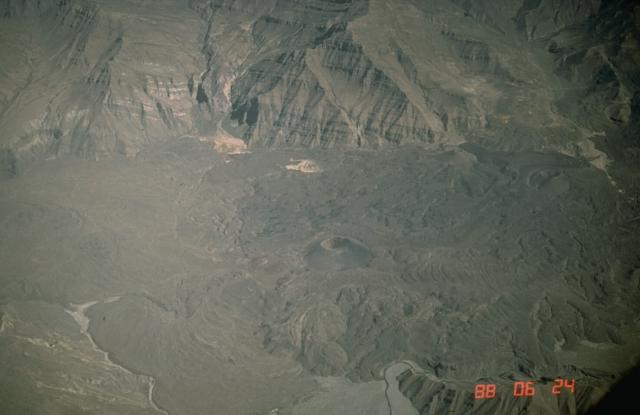

赫查皮塔火山（Jechapita），是秘魯的火山，位於該國南部阿雷基帕大區的卡斯蒂利亞省，處於查查斯湖以西、奇爾卡約克格蘭德火山以南和奇爾卡約克火山以南，屬於安第斯山脈的一部分，海拔高度3,388米。